# Volúbilis
Volúbilis (llatí: Volubilis) fou una ciutat de la Mauritània Tingitana, a la vora del riu Subur, a la via entre Tocolòsida i Tingis, a només 7 km d'aquesta darrera i a poc més de 50 km del mar. Està situada a 27 km al nord de Meknès, en sortir de la plana de Zarhun. Està inscrita en la llista del Patrimoni de la Humanitat de la UNESCO des del 1997.

## Història
Fou una ciutat líbia que, a partir del segle v aC, va estar sotmesa a la influència púnica cada vegada més intensa, fins que el govern local es va conformar sota el model cartaginès; després de l'ensorrament de Cartago, la influència romana va substituir la cartaginesa. Va pertànyer al Regne de Mauritània i amb aquest fou integrada a l'Imperi Romà a la meitat del segle i. L'any 44 o 45, Claudi la va declarar municipi romà. Tenia uns deu mil habitants. A la rodalia hi vivien algunes tribus líbies (amazigues), de les quals s'esmenten els macinites, els bavares i els baquates; aquests darrers hi haurien arribat tardanament i romangueren prop de Volúbilis fins almenys a la fi del segle iii, a jutjar per les inscripcions trobades a la ciutat, on apareix llur nom recurrentment.
Fou colònia romana i ciutat de certa importància. Claudi Ptolemeu parla dels seus habitants i dels de la rodalia com els Volubilianis. Alguns la consideren capital de la província de Mauritània Tingitana, cosa incerta. Les muralles foren construïdes el 168-169. Els romans la van abandonar el 285 (com es va fer amb altres ciutats de l'interior). Fins al segle v, va continuar funcionant com a ciutat romana, però al segle vi, ja sense ser-ne operatiu l'aqüeducte, la població es va desplaçar a la zona del Wadi Khumane, on hi havia aigua, i la resta de la ciutat va esdevenir una ruïna. Als segles vii i viii, encara es parlava llatí a la part ocupada de la ciutat, i hi subsistia una comunitat cristiana, probablement originada al segle v. Hi ha inscripcions cristianes datades del 595, 649 i 655.
Uqba ibn Nafi va derrotar els amazics a la rodalia de Volúbilis, però no es va aturar a la ciutat, segons els historiadors àrabs. A l'inici del segle viii, alguns musulmans, probablement la tribu Awraba (Aouraba), que venia d'Orient, s'hauria establert a la regió i a la ciutat de Volúbilis després de la derrota en la Batalla de Mems (688), com prova la trobada a la mateixa Volúbilis d'alguna moneda musulmana anterior al temps dels idríssides; si hi havia comunitat musulmana, cal pensar que hi hauria una mesquita, però no se n'han trobat les restes. Més de cent anys després, al final del segle viii (el 788), un descendent d'Alí ibn Abi-Tàlib, el gendre de Mahoma, anomenat Idris I, fou proclamat emir per la tribu Aouraba, dirigida pel xeic Ishak ibn Muhammad ibn Abd al-Hamid, que aleshores era (segons Ibn Khaldun) la més poderosa de les tribus amazigues. Volúbilis va esdevenir l'origen de la primera dinastia del Marroc (fou coneguda com a Walila o Walili, segurament derivada de Volúbilis i del monestir de Mulay Idris, situat al costat de la ciutat). El fill d'Idris, també conegut com a Idris (II), quan fou proclamat emir (en una data incerta, entre 791 i 803 segons les fonts), va residir un temps a Volúbilis abans d'establir una nova capital a Fes. Modernament, es discuteix aquest fet, i sembla que Fes hauria estat fundada ja per Idris I, tot i que potser no s'hi va traslladar. S'han trobat monedes musulmanes d'Orient, d'altres llocs del Marroc i encunyades a la mateixa Walili. El 818, els rabedis d'Andalusia es van establir a la ciutat. El seu poblament posterior a la fundació de Fes està documentat per Levi Provençal en "La fondation de Fès" (Alger, 1938, article reimprès el 1948 a París en "l'Islam d'Occident"). Queda constància del seu poblament fins al segle xi, i després, probablement sota els almohades, es va despoblar. Els amazics l'anomenaren Tizra ('Les Pedres').

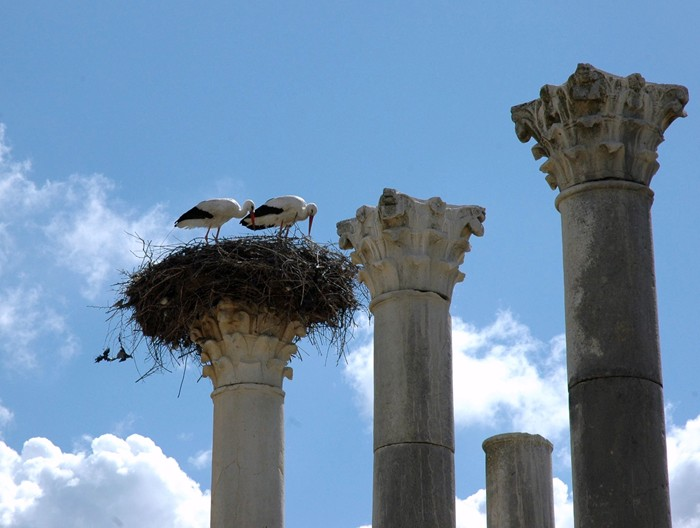
Nius romans

Al segle xvi, la ciutat original eren unes ruïnes que portaven el nom de Walili, formades principalment per una gran muralla. El 1391, fou descoberta miraculosament intacta, en bon estat i encara amb el llenç original, la tomba d'Idrís I, i allí va sorgir una zawiya objecte de pelegrinatge (encara avui dia), que va originar una ciutat que és l'actual Zanitat Mula Driss. Té, no gaire lluny, al nord-oest, les ruïnes anomenades (des del segle xiv) Ksar Faraün o Kasr Firawn ('el palau del Faraó' o 'el castell del Faraó'), que corresponen a la ciutat tardana.